# Will Bayley
William John Bayley (Royal Tunbridge Wells, Kent, 17 de enero de 1988) es un tenista de mesa paralímpico británico, clasificado como el número uno del mundo. Fue el medallista de oro de los Juegos Paralímpicos de Verano de 2016 y el campeón Mundial de 2014.

## Vida personal
Bayley nació el 17 de enero de 1988 en Royal Tunbridge Wells, Kent, Inglaterra. Nació con artrogriposis, el cual afecta las cuatro extremidades.
A los siete años le diagnosticaron cáncer. Durante su recuperación comenzó a jugar tenis de mesa después de que su abuela le comprara su primera mesa.

## Carrera
A los 12 años se unió al Club de Tenis de Mesa Byng Hall en Tunbridge Wells, y pasó a representar al equipo masculino de Kent. Desde los 17 años ha vivido y entrenado a tiempo completo en el Instituto Inglés del Deporte en Sheffield.
Representó a Reino Unido en los Juegos Paralímpicos de Verano de 2008 en Pekín, China, donde fue eliminado de los solos de tenis de mesa C7 en la ronda preliminar después de las derrotas contra Jochen Wollmert de Alemania y Mykhaylo Popov de Ucrania y una sola victoria contra Shumel Shur de Israel. También compitió en el evento del equipo C6-8 junto con Paul Karabardak y David Wetherill; fueron eliminados en la etapa de cuartos de final. En 2009, ganó medallas de oro en los abiertos checo y alemán, en 2010 ganó medallas de oro en Lignano y Brasil.
Bayley ganó una medalla de oro en lo solos en el Campeonato de Europa de 2011 en Split, Croacia. También ganó una medalla de plata en la categoría 7 del evento masculino por equipos, jugando junto a Karabardak. A finales de 2011 fue votado como el Jugador Europeo del Año y en enero de 2012 alcanzó el puesto número uno del mundo.
Bayley ganó una medalla de plata en los Juegos Paralímpicos de Londres 2012 después de perder ante el alemán Jochen Wollmert en la final de la clase 7.
En los Juegos Paralímpicos de Río de Janeiro 2016, Bayley ganó su primera medalla de oro paralímpica después de vencer a Pereira Stroh de Israel. Recibió una tarjeta amarilla por saltar sobre la mesa en celebración.
Bayley fue nombrado miembro de la Orden del Imperio Británico (MBE) en los honores de Año Nuevo 2017 por sus servicios en el tenis de mesa.

## Strictly Come Dancing
En agosto de 2019, Bayley fue anunciado como una de las celebridades participantes de la serie 17 de Strictly Come Dancing, siendo emparejado con la bailarina profesional Janette Manrara. Debido a una lesión en la rodilla, sufrida cuando cayó después de saltar desde una plataforma en los ensayos, Bayley no pudo presentarse en la sexta semana . El 30 de octubre se confirmó que se había retirado de la competencia.